# Nowacjanizm
Nowacjanizm – chrześcijański ruch uważany przez większość przedstawicieli wczesnego Kościoła za schizmatycki (nie heretycki), powstały w połowie III wieku. Jego twórcą był Nowacjan.
Ruch ten powstał nie wokół różnic doktrynalnych z Kościołem – gdyż skupiał wyznawców teologii ortodoksyjnej – ale w wyniku dyskusji wokół sporu, jak należy postępować z tymi, którzy podczas prześladowań za cesarza Decjusza (249-250) wyparli się wiary chrześcijańskiej, lecz później do Kościoła chcieli powrócić. W powstaniu schizmy też mogły odegrać rolę czynniki osobiste, a mianowicie zawód Nowacjana, liczącego na wybór na papieża w 250. Po wyborze na papieża Korneliusza, który otrzymał poparcie większości zgromadzonych, Nowacjan został nielegalnie wyświęcony na biskupa Rzymu (stając się antypapieżem) oraz założył własną wspólnotę.
Nowacjanie zajmowali bardzo surowe stanowisko i odmawiali ponownego przyjęcia każdemu, kto załamał się wskutek prześladowań (poglądy te podzielali z powstałymi sześćdziesiąt lat później donatystami, wcześniej podobne głosił tertulianizm). Sami siebie nazywali katarami (gr. katharoi – czyści) dla odróżnienia od innych gmin, które uważali za skażone tolerancyjną postawą wobec grzeszników. Ponownie chrzcili osoby chcące się do nich przyłączyć. W późniejszym okresie działalności jeszcze bardziej usztywnili swoje stanowisko, potępiając ludzi, którzy ponownie wstąpili w związek małżeński oraz odrzucając możliwość odpokutowania przez grzesznika za jakikolwiek grzech ciężki, popełniony po chrzcie.
W latach pięćdziesiątych III wieku nowacjanie szybko się rozwijali. W Kartaginie wybrali konkurencyjnego biskupa, popierał ich biskup Arles Marcjan. We wschodniej części imperium rzymskiego szybko stworzyli sieć małych wspólnot, w IV wieku ich gminy powstały w Hiszpanii i w Egipcie. Nowacjanie tworzyli szczególnie silną wspólnotę w Konstantynopolu, prawdopodobnie należał do nich także historyk Kościoła Sokrates Scholastyk.
Na Soborze Nicejskim w 325, na którym obecny był biskup nowacjański Konstantynopola Acesius, nowacjanie zostali skarceni za wykluczanie grzeszników z Kościoła. Jednocześnie pozwolono księżom nowacjańskim zachować swe stanowiska, jeżeli powrócą do Kościoła. W 326 cesarz Konstantyn I Wielki wydał edykt, na mocy którego pozwolono nowacjanom swobodnie działać, w tym budować i posiadać własne świątynie oraz cmentarze.
Mimo oficjalnej tolerancji byli często atakowani przez hierarchię kościelną za rozbijanie jedności Kościoła. Przeciwko nim występował m.in. patriarcha Konstantynopola Nestoriusz (w 428) i patriarcha Aleksandrii Eulogiusz (na przełomie VI i VII wieku). W 429 papież Celestyn I pozbawił ich prawa do posiadania budynków.
Wspólnoty nowacjańskie przetrwały do VII wieku.